# Lucilina fortilirata
Lucilina fortilirata är en blötdjursart som först beskrevs av Reeve 1847.  Lucilina fortilirata ingår i släktet Lucilina och familjen Chitonidae. Inga underarter finns listade i Catalogue of Life.